# 망막 신경절 세포
망막 신경절 세포(網膜神經節細胞, 영어: retinal ganglion cell, RGC)는 눈의 망막의 내부 표면(신경절 세포층) 근처에 위치한 신경 세포이다. 망막 신경절 세포는 두 가지 중간매개 뉴런 유형인 망막 양극 세포와 망막 무축삭 세포를 통해 광수용체로부터 시각 정보를 받는다. 망막 무축삭 세포, 특히 좁은 영역 세포(narrow field cell)는 신경절 세포층 내에 기능적 소단위체를 생성하고 신경절 세포가 작은 거리를 이동하는 작은 점을 관찰할 수 있도록 만드는 데 중요하다.

## 같이 보기
- 난쟁이 세포 (midget cell, P 세포)
- 양산 세포 (parasol cell, M 세포)
- 작은세포 세포 (소세포성 세포, parvocellular cell, P-세포)
- 큰세포 세포 (대세포성 세포, magnocellular cell, M-세포)
- 눈 (해부학)
- 신경절 세포층
- 가쪽무릎핵
- 망막 수평 세포